# Шапиро, Константин Александрович
Шапиро Константин (Ошер) Александрович (1839, Гродно —1900, Санкт-Петербург) — еврейский поэт, фотограф-портретист, деятель еврейской общины. Фотограф Их Императорских Высочеств Великого князя Владимира Александровича и Великой княгини Марии Павловны. Фотограф Императорской Академии Художеств.

## Биография
Константин (Ошер) Александрович Шапиро родился в бедной еврейской семье в городе Гродно. Отец, Элиягу Шапиро, был раввином, и воспитывал сына в традициях ортодоксального иудаизма. С первых лет жизни Шапиро тянулся к знаниям, сочинял стихи на иврите и рисовал. С юношеских лет Шапиро выступал за изучение евреями светских наук. Это вызвало неприятие отца, и тот решил женить 15-летнего сына. У Шапиро возник конфликт с правоверными родственниками жены и с собственным отцом. Он оставил дом и уехал в Белосток, где преподавал иврит. Достигнув юношества, он покинул дом и отправился путешествовать.
В 1868 году Шапиро оказался в Вене, в то время одном из прогрессивных центров фотоискусства. В Вене состоялось знакомство с Перенцем Смоленскиным, известным в еврейской интеллектуальной среде просветителем. В Вене Шапиро принимает участие в издании просветительского журнала «Ха-Шахар». Там же, в Вене, Шапиро оформил развод.
В столице Австрии Константин Шапиро обучился современным приёмам фотографирования, и уже в начале 1868 года приехал в Санкт-Петербург с целью открытия собственного ателье. Как иудей, Шапиро был на нелегальном положении и был вынужден заниматься физическим трудом — чисткой улиц, уборкой снега. Шапиро заболел тифом и был выхожен русской женщиной, впоследствии ставшей его женой.
В соответствии с законом, для основания собственного дела, Шапиро пришлось принять православие. При крещении он получил имя Константин. Шапиро был совладельцем фотоателье «Шенфельд и Шапиро», компаньоном был Вильгельм Шенфельд (1810—1887), начинавший со съемки дагеротипов ещё в 1840-е годы. 16 ноября 1869 года в газете «Санкт-Петербургские ведомости» появилось объявление: «Фотограф Шапиро, желая расстаться с своим компаньоном, предлагает гг фотографам свои услуги. Адрес Невский, 64». Несмотря на то, что Шапиро был обладателем собственного ателье, на Мануфактурной выставке 1870 года Шапиро и Шенфельд выступили как единая фирма. Тем не менее, почётные дипломы были выданы каждому фотографу, а не фирме.
С 1873 по 1875 года атель Шапиро под названием «Светопись и живопись» находилось по адресу: Невский проспект, дом 30.
Шапиро стал приглашать к себе в фотоателье представителей искусства, а к Ф. М. Достоевскому ездил лично.
Константин Шапиро выполнял заказы Императорской Академии Художеств. После назначения Великого князя Владимира Александровича президентом Академии художеств, многие фотографы стали помещать на бланке надпись «фотограф Императорской Академии Художеств», что поднимало его статус в глазах заказчиков.
Константин Шапиро одним из первых в Санкт-Петербурге стал печатать эмалированные фотографии. Рекламное объявление гласило: 

 Фотография Эмаль. Новое американское изобретение. Эмаль придаёт карточкам вид фарфора, прозрачность, блеск, прочность и другие качества. Цена обыкновенных 12 эмальированных карточек от 1 р. 50 к., 12 эмальированных кабинетных портретов 3 р. и выше. Невский пр. у Казанского моста, д. № 30, где купеческое собрание. Константин Шапиро, фотограф-специалист, удостоенный почётным дипломом на всероссийской мануфактурной выставке"
.
В 1881 году, после смерти Ф. М. Достоевского, Шапиро продавал портрет писателя в траурной рамке, с факсимильным автографом, датами рождения и смерти. Цена составляла за большеформатный фотопортрет — 2 рубля, за кабинетный — 50 копеек, за визит-портрет — 25 копеек.
В 1881 году Императорская Академия Художеств опубликовала в «Московских ведомостях» объявление о том, что фотограф Константин Шапиро имеет эксклюзивное право на публикацию посмертных фотографий Ф. М. Достоевского, сделанных в гробу и на столе.
С 1882 года в «Голосе» начали выходит списки современных знаменитостей, портреты которых продавал Шапиро. Среди них были полководцы, юристы, актёры, писатели, художники, врачи, певцы, представители знати. Цена эмалированного портрета составляла 75 копеек, обычного — 50 копеек.
В 1883 году фотоателье Шапиро с привычного адреса (Невский проспект, д. 30) переехало в дом католической церкви, Невский пр, д. 32. В новом помещении был оборудован павильон, способный вмещать более 100 человек.
В 1883 году, после смерти И. С. Тургенева, Шапиро выставил в витрине своего фотоателье несколько снимков писателя, сделанных в 1879 году. Импровизированная выставка вызвала среди петербуржцев сильный ажиотаж, около заведения Шапиро каждый день стали толпиться поклонники творчества Тургенева.
Шапиро активно снимал А. П. Чехова и неоднократно выставлял его фотопортрет на витрину своего ателье.
В 1883 году Шапиро издал «Иллюстрации к „Запискам сумасшедшего“» Н. В. Гоголя — альбом с серией снимков актёра В. Н. Андреева-Бурлака в роли Поприщина.
В 1895 году Шапиро переехал на новый адрес, угол Невского проспекта и Большой Морской улицы. Одновременно были снижены цены на фотографии.
В 1896 году на бланках появилась запись о том, что Шапиро является фотографом Их Императорских Высочеств Великого князя Владимира Александровича и Великой княгини Марии Павловны, а также почетным членом-корреспондентом Парижской Академии изобретателей.

## Издание портретов известных современников
Константин Шапиро принял решение издать «Портретную галерею» — собрание фотографий представителей искусства и власти. Для осуществления этой цели он давал в газете «Голос» объявления о продаже кабинетных портретов И. С. Тургенева, Ф. М. Достоевского, М. Е. Салтыкова-Щедрина, профессора С. Боткина, В. Корша, Я. Полонского. В 1879 году Шапиро сделал фотопортреты почти всей интеллигенции Санкт-Петербурга. Фотографом была издана «Портретная галерея» деятелей России.
В газете «Московские ведомости» (13 января и 2 февраля 1880 года) написали: 

 «Портретная галерея русских литераторов, учёных и артистов, изданная фотографом Шапиро (СПб, Невский проспект, 30. Первый выпуск включает в себя снятые с натура, in folio, портреты И. А. Гончарова, Ф. М. Достоевского, Н. А. Некрасова, М. Е. Салтыкова-Щедрина и И. С. Тургенева. Каждый портрет окружён художественно исполненной рамкой оригиналом для которой послужил бордюр с хранящейся в Императорской Публичной Библиотеке челобитной царю Алексею Михайловичу. К каждому портрету приложен лист — с краткой биографией на русском и французском языках…» 
Позже, в 1880 году, вышел второй выпуск «Портретной галереи». В него вошли фотопортреты Островского, Григоровича, Писемского, Л. Н. Толстого. Собрание портретов стоило 5 рублей, в роскошной папке — 6 рублей.

## Награды
- Мануфактурная выставка 1870 года (Санкт-Петербург) — почётный диплом
- Всероссийская художественно-промышленная выставка 1882 года — бронзовая медаль за «богатое собрание фотографических портретов русских общественных деятелей»[4]
- Большая серебряная медаль «За полезный труд» — за издание «Народного Пантеона».
- Фотографическая выставка в Вене — золотая медаль.